# Plagiogyria egenolfioides
Plagiogyria egenolfioides là một loài dương xỉ trong họ Plagiogyriaceae. Loài này được Baker Copel. mô tả khoa học đầu tiên năm 1912.